# Talijanske regije
Talijanska Republika svojim Ustavom iz 1948. predviđa unutrašnje državno ustrojstvo, kojeg čini 20 regija (it: Sg. regione; Pl. regioni) ili pokrajina, koje su utemeljene na osnovu različitih historijskih, geografskih, kulturnih i privrednih kriterija. Talijanskim regijama ustavom je zagarantirana određena količina samostalnosti. Pet regija imaju poseban status samostalnosti, a tu spadaju regije: Furlanija-Julijska krajina, Sardinija, Sicilija, Trentino-Južni Tirol i Valle d'Aosta. 
Posljednjih godina su se u talijanskom političkom krajoliku pojavile određene tenzije za još većom samostalnosti regija, pa čak i odvajanjem od države. Jedna od političkih partija koja se najglasnije zauzima za to je nacionalistička Lega Nord talijanskog političara Umberta Bossija. 
Svaka od talijanskih regija ima svoj parlament i vladu (Giunta Regionale) na čijem čelu se nalazi predsjednik.

## Nazivi i položaj
Na sljedećoj tablici nalaze nazivi 20 talijanskih regija, grupiranih po geopolitičkim zonama, s nazivom glavnog mjesta, kraticom i brojem koji pokazuje položaj regije na karti.
| Skupina                | Regija                                              | Glavno mjesto      | Kratica | Br. na karti |
| ---------------------- | --------------------------------------------------- | ------------------ | ------- | ------------ |
| Sjeverozapadna Italija | Ligurija (Liguria)                                  | Genova             | LIG     | 10           |
| Sjeverozapadna Italija | Lombardija (Lombardia)                              | Milano             | LOM     | 11           |
| Sjeverozapadna Italija | Pijemont (Piemonte)                                 | Torino             | PMN     | 14           |
| Sjeverozapadna Italija | Valle d'Aosta*                                      | Aosta              | VAO     | 2            |
| Sjeveroistočna Italija | Emilia-Romagna                                      | Bologna            | EMR     | 7            |
| Sjeveroistočna Italija | Furlanija-Julijska krajina (Friuli-Venezia Giulia)* | Trst (Trieste)     | FVG     | 8            |
| Sjeveroistočna Italija | Trentino-Južni Tirol (Trentino-Alto Adige)*         | Trento             | TAA     | 17           |
| Sjeveroistočna Italija | Veneto                                              | Venecija (Venezia) | VEN     | 20           |
| Središnja Italija      | Lacij (Lazio)                                       | Rim (Roma)         | LAZ     | 9            |
| Središnja Italija      | Marke (Marche)                                      | Ancona             | MAR     | 12           |
| Središnja Italija      | Toskana (Toscana)                                   | Firenca (Firenze)  | TOS     | 18           |
| Središnja Italija      | Umbrija (Umbria)                                    | Perugia            | UMB     | 19           |
| Južna Italija          | Abruzzo                                             | L'Aquila           | ABR     | 1            |
| Južna Italija          | Basilicata                                          | Potenza            | BAS     | 4            |
| Južna Italija          | Kalabrija (Calabria)                                | Catanzaro          | CAL     | 5            |
| Južna Italija          | Kampanija (Campania)                                | Napulj (Napoli)    | CAM     | 6            |
| Južna Italija          | Molise                                              | Campobasso         | MOL     | 13           |
| Južna Italija          | Apulija (Puglia)                                    | Bari               | PUG     | 3            |
| Otočna Italija         | Sardinija (Sardegna)*                               | Cagliari           | SAR     | 15           |
| Otočna Italija         | Sicilija (Sicilia)*                                 | Palermo            | SIC     | 16           |

* autonomne regije s posebnim statusom.

## Autonomne regije s posebnim statusom
Pet talijanskih regija imaju poseban status, koji je zagarantiran talijanskim ustavom.
Ovaj poseban status jamči širu autonomiju od ostalih regija, pogotovo u financijskom smislu. Četiri autonomne regije uspostavljene su 1948. godine. Sicilija i Sardinija ovaj su status dobile zbog jakog pokreta za autonomiju, djelomično i separatističkog na Siciliji. Valle d'Aosta ima ovaj status kako bi se zaštitila frankofonska manjina, a Trentino-Južni Tirol kako bi se zaštitila germanofona manjina, kao što je određeno sporazumom Gruber-De Gasperi. Godine 1963. poseban status dobila je regija Furlanija-Julijska krajina.

## Stanovništvo
Ova tablica sadrži podatke o broju stanovnika, površini i gustoći stanovništva, glavnom mjestu, broju općina i pokrajina po regijama.
| Regija                     | Glavno mjesto | Stanovništvo (stan.) | Površina (km) | Gustoća (stan./km) | Pokrajine | Općine |
| -------------------------- | ------------- | -------------------- | ------------- | ------------------ | --------- | ------ |
| Lombardija*                | Milano        | 9432554              | 23861         | 396,5              | 11        | 1546   |
| Kampanija                  | Napulj        | 5801931              | 13592         | 424,5              | 5         | 551    |
| Lacij                      | Rim           | 5312403              | 17210         | 302,1              | 5         | 378    |
| Sicilija                   | Palermo       | 5168996              | 25701         | 201,3              | 9         | 390    |
| Veneto                     | Venecija      | 4627694              | 18390         | 246,2              | 7         | 581    |
| Pijemont                   | Torino        | 4314677              | 25398         | 165,9              | 8         | 1206   |
| Apulija*                   | Bari          | 4120707              | 19364         | 209,6              | 5         | 258    |
| Emilia-Romagna             | Bologna       | 3983346              | 22122         | 180,1              | 9         | 341    |
| Toskana                    | Firenca       | 3497806              | 22990         | 152,1              | 10        | 287    |
| Kalabrija                  | Catanzaro     | 2011466              | 15083         | 133,4              | 5         | 409    |
| Sardinija                  | Cagliari      | 1631880              | 24090         | 67,7               | 8         | 377    |
| Ligurija                   | Genova        | 1571783              | 5421          | 289,9              | 4         | 235    |
| Marke*                     | Ancona        | 1470581              | 9695          | 151,7              | 4         | 246    |
| Abruzzo                    | L'Aquila      | 1262392              | 10793         | 117,0              | 4         | 305    |
| Furlanija-Julijska krajina | Trst          | 1165761              | 7712          | 151,2              | 4         | 219    |
| Trentino-Južni Tirol       | Trento        | 940016               | 13599         | 69,1               | 2         | 339    |
| Umbrija                    | Perugia       | 825826               | 8454          | 97,7               | 2         | 92     |
| Basilicata                 | Potenza       | 597768               | 9992          | 59,8               | 2         | 131    |
| Molise                     | Campobasso    | 320601               | 4438          | 72,2               | 2         | 136    |
| Valle d'Aosta              | Aosta         | 119548               | 3266          | 36,6               | 0         | 74     |
| Ukupno                     |               | 56977736             | 301171        | 189,2              | 106       | 8101   |

* novoosnovane pokrajine postat će aktivne 2009. godine
- Podaci ISTAT-a - 2001. godine.

## Vanjske poveznice
- (tal.)Regionalne vlade Italije na Italia.gov.it
- (tal.)Regionalne vlade Italije na Governo.it  Arhivirana inačica izvorne stranice od 2. veljače 2006. (Wayback Machine)